# Chiesa cattolica a Capo Verde

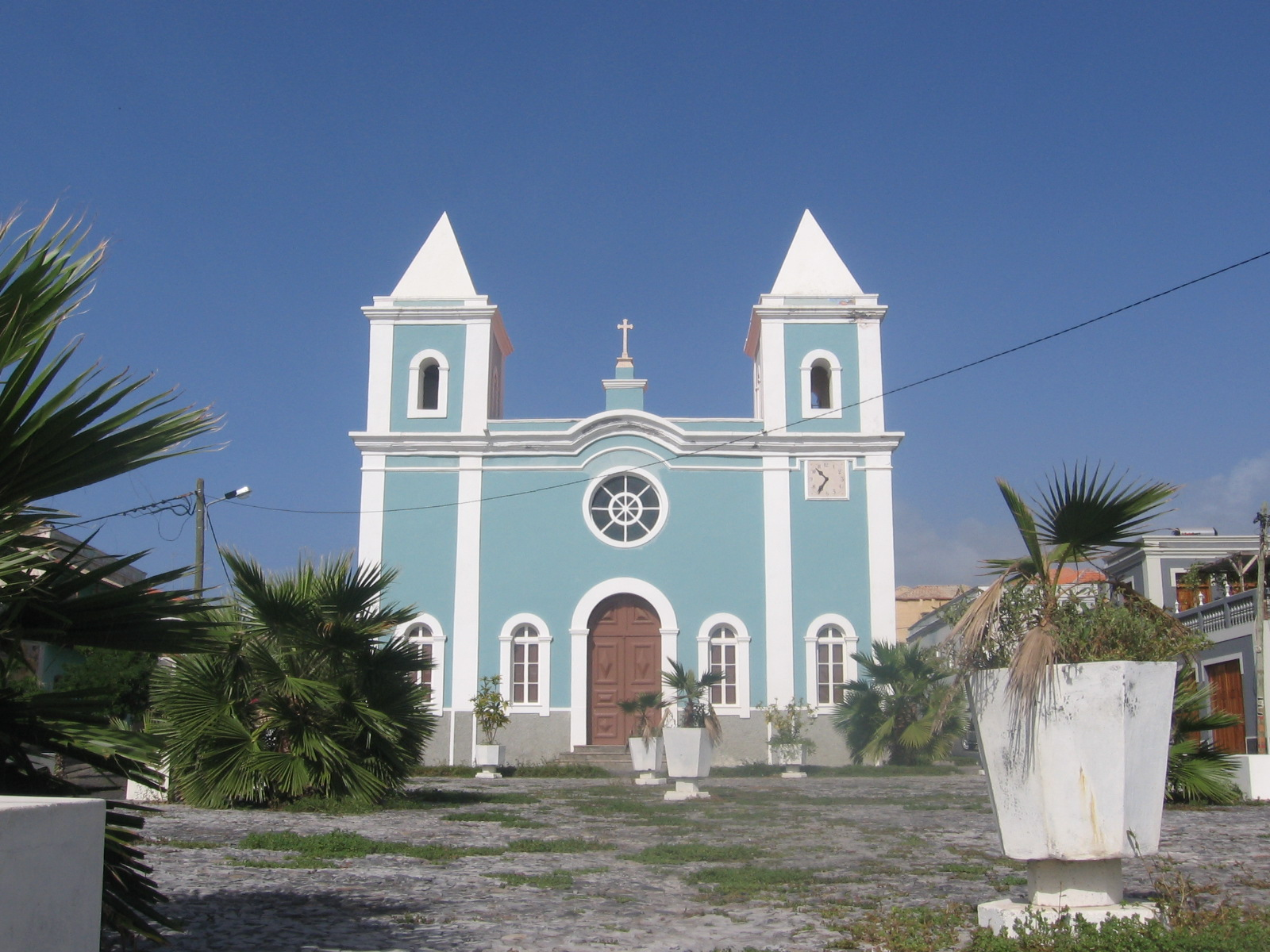
La chiesa di San Filippo nell'isola di Fogo

La Chiesa cattolica a Capo Verde è parte della Chiesa cattolica universale, in comunione con il vescovo di Roma, il papa.

## Storia
Il cattolicesimo nelle isole di Capo Verde giunge agli inizi del XVI secolo con la colonizzazione dei portoghesi. La prima diocesi africana è fondata nel 1533 con l'erezione della diocesi di Santiago di Capo Verde, da cui dipenderanno anche le zone costiere dell'Africa sottomesse al re del Portogallo. Nel gennaio del 1990 papa Giovanni Paolo II ha compiuto una visita pastorale a Capo Verde. Nel 2003 viene eretta una seconda diocesi, quella di Mindelo.
Nel 2015 il vescovo di Santiago, monsignor Arlindo Gomes Furtado, è nominato cardinale, il primo per la chiesa di Capo Verde.

## Organizzazione ed istituzioni
La Chiesa cattolica è presente sul territorio con due diocesi:
- la diocesi di Santiago di Capo Verde, che comprende le isole di Maio, Santiago, Fogo e Brava;
- la diocesi di Mindelo, che comprende le isole di Santo Antão, São Vicente, São Nicolau, Sal e Boa Vista.

Esse non sono suffraganee di nessuna arcidiocesi, ma sono immediatamente soggette alla Santa Sede.
Alla fine del 2004 la Chiesa cattolica nelle isole di Capo Verde contava:
- 43 parrocchie;
- 70 preti;
- 156 suore religiose;
- 55 istituti scolastici;
- 2 istituti di beneficenza.

La popolazione cattolica ammontava a 550.193 cristiani, pari al 93,07% della popolazione.

## Nunziatura apostolica
La nunziatura apostolica di Capo Verde è stata istituita il 13 maggio 1976 con il breve Quo expeditius di papa Paolo VI. Sede del nunzio è Dakar, in Senegal.

### Pro-nunzi apostolici
- Luigi Dossena, arcivescovo titolare di Carpi (24 ottobre 1978 - 30 dicembre 1985 nominato nunzio apostolico in Perù)
- Pablo Puente Buces, arcivescovo titolare di Macri (15 marzo 1986 - 31 luglio 1989 nominato nunzio apostolico in Libano)
- Antonio Maria Vegliò, arcivescovo titolare di Eclano (21 ottobre 1989 - dicembre 1994 nominato nunzio apostolico)

### Nunzi apostolici
- Antonio Maria Vegliò, arcivescovo titolare di Eclano (dicembre 1994 - 2 ottobre 1997 nominato nunzio apostolico in Libano e Kuwait e delegato apostolico nella Penisola Arabica)
- Jean-Paul Aimé Gobel, arcivescovo titolare di Galazia in Campania (6 dicembre 1997 - 31 ottobre 2001 nominato nunzio apostolico in Nicaragua)
- Giuseppe Pinto, arcivescovo titolare di Anglona (5 febbraio 2002 - 6 dicembre 2007 nominato nunzio apostolico in Cile)
- Luis Mariano Montemayor, arcivescovo titolare di Illici (19 giugno 2008 - 22 giugno 2015 nominato nunzio apostolico nella Repubblica Democratica del Congo)
- Michael Wallace Banach (9 luglio 2016 - 3 maggio 2022 nominato nunzio apostolico in Ungheria)
- Waldemar Stanisław Sommertag, dal 6 settembre 2022

## Conferenza episcopale
Capo Verde non ha una Conferenza episcopale propria, ma il suo episcopato è parte della Conferenza dei Vescovi del Senegal, della Mauritania, di Capo Verde e di Guinea Bissau (Conférence des Evêques du Sénégal, de la Mauritanie, du Cap-Vert et de Guinée-Bissau).
Essa è membro della Conferenza episcopale regionale dell'Africa occidentale e del Simposio delle conferenze episcopali di Africa e Madagascar.
Elenco dei presidenti della Conferenza episcopale:
- Hyacinthe Thiandoum, arcivescovo di Dakar (1970 - 1987)
- Théodore-Adrien Sarr, vescovo di Kaolack e poi arcivescovo di Dakar (1987 - 2005)
- Jean-Noël Diouf, vescovo di Tambacounda (2005 - ottobre 2012)
- Benjamin Ndiaye, vescovo di Kaolack e poi arcivescovo di Dakar (ottobre 2012 - 18 novembre 2017)
- José Câmnate na Bissign, vescovo di Bissau (18 novembre 2017 - 15 novembre 2020)
- Arlindo Gomes Furtado, vescovo di Santiago de Cabo Verde (15 novembre 2020 - novembre 2024)
- Paul Abel Mamba Diatta, vescovo di Tambacounda, dal novembre 2024

Elenco dei vicepresidenti della Conferenza episcopale:
- José Câmnate na Bissign, vescovo di Bissau (2 ottobre 2012 - 18 novembre 2017)
- Paul Abel Mamba Diatta, vescovo di Ziguinchor e poi vescovo di Tambacounda (18 novembre 2017 - novembre 2024)
- André Gueye, vescovo di Thiès poi arcivescovo di Dakar, dal novembre 2024

Elenco dei secondi vicepresidenti della Conferenza episcopale:
- André Gueye, vescovo di Thiès (18 novembre 2017 - novembre 2024)
- Ildo Augusto Dos Santos Lopes Fortes, vescovo di Mindelo, dal novembre 2024

Elenco dei segretari generali della Conferenza episcopale:
- Presbitero Augustin Thiaw, dal 2019